# Morti nel 1012
| Questa pagina contiene informazioni ricavate automaticamente dalle voci biografiche con l'ausilio del template Bio e di un bot. L'aggiornamento è periodico e automatico e ricostruisce completamente la pagina. Se manca una persona in questa lista, sei pregato di non aggiungerla, ma accertati piuttosto che la sua voce biografica contenga il template Bio e che i dati anagrafici siano correttamente compilati. Se il template Bio manca, inseriscilo tu stesso o, in alternativa, metti l'avviso {{tmp\|Bio}} che ne segnala la mancanza. Se i dati riportati sono sbagliati, correggi direttamente la voce biografica; le modifiche saranno visibili in questa lista entro pochi giorni. Per chiarimenti vedi il progetto biografie. La lista contiene solo le 18 persone che sono citate nell'enciclopedia e per le quali è stato implementato correttamente il template Bio. Pagina aggiornata al 19 ott 2024. |

- 8 gennaio - Giovanni V bar Isa, vescovo cristiano orientale siro
- 1º aprile - Ermanno III di Svevia, nobile tedesco
- 10 aprile - Macario di Antiochia, vescovo armeno
- 19 aprile - Elfego di Canterbury, arcivescovo e santo anglosassone (n. 954)
- 12 maggio - Papa Sergio IV, papa, cardinale e vescovo italiano
- 9 giugno - Tagino di Magdeburgo, arcivescovo cattolico tedesco
- 6 agosto - Ōe no Masahira, poeta giapponese (n. 952)
- 23 ottobre - Arnolfo di Valenciennes, nobile fiammingo
- 28 dicembre - Reginfredo, vescovo longobardo
- Colmano di Stockerau, santo irlandese
- Giovanni IV di Gaeta, duca bizantino
- Giovanni di Crescenzio, nobile italiano
- Gregorio di Tuscolo, nobile e politico italiano
- Guido di Anderlecht, santo belga
- Ottone della Bassa Lorena, duca (n. 970)
- Ugo III di Lusignano, nobile franco
- Yusuf ibn Harun ar-Ramadi, poeta arabo (n. 917)
- Yehudah ben David Hayyuj, rabbino e linguista marocchino (n. 945)